# Aaron Farrugia
Aaron Farrugia (St. Julian's, 1º gennaio 1980) è un politico maltese, Ministro dei trasporti, delle infrastrutture e delle grandi opere dal 30 marzo 2022.

## Biografia

### Primi anni
Nato a St. Julian's, ha studiato presso l'Università di Malta dove ha ottenuto un bachelor of arts in banca e finanza nel 2002, un master in politica, economia e diritto europei nel 2005, un bachelor of artes in giurisprudenza nel 2011 e un dottorato in giurisprudenza con una tesi sulla democrazia diretta nel 2013. È stato più volte invitato come professore presso la Facoltà di Economia, Management e Contabilità dello stesso ateneo. Ha presieduto un think tank del Partito Laburista denominato Fondazzjoni Ideat.
Nel 2013 è stato nominato amministratore delegato della Malta Freeport Corporation, che gestisce l'omonimo porto franco di Malta.

### Carriera politica
Alle elezioni parlamentari del 2017 è stato eletto alla Camera dei rappresentanti col Partito Laburista, venendo poi nominato Segretario parlamentare per i fondi europei e il dialogo sociale. Alle elezioni parlamentari del 2022 è stato rieletto sempre nelle file dei laburisti.
Nel 2020 è stato nominato Ministro dell'ambiente, del cambiamento climatico e della pianificazione nel primo governo Abela per poi passare al Ministero dei trasporti, delle infrastrutture e delle grandi opere nel secondo governo Abela nel 2022.

## Vita privata
È sposato con Charmaine Farrugia e ha due figlie, nate rispettivamente nel 2012 e nel 2018.